# توپیکا (کانزاس)

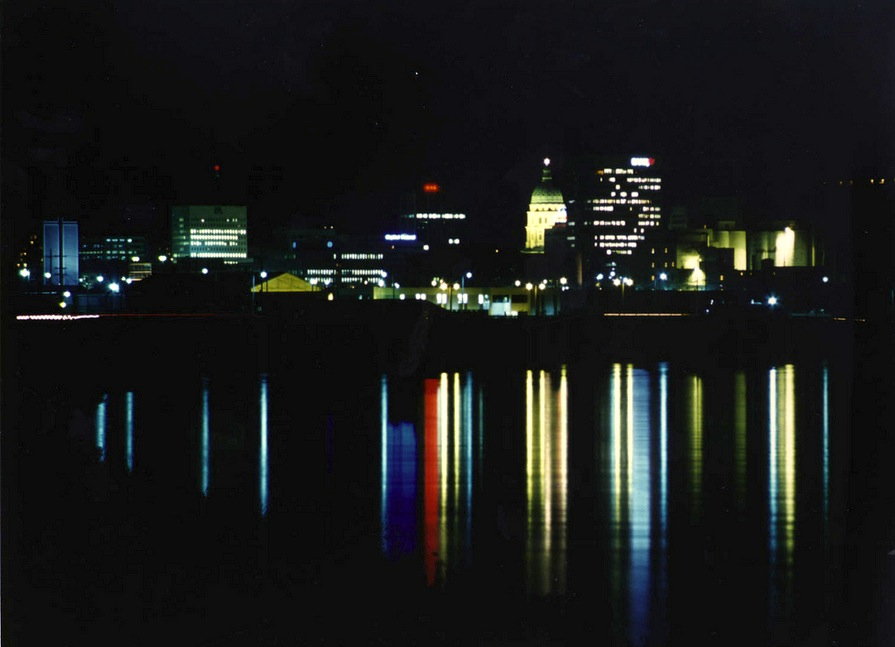

توپیکا پایتخت ایالت کانزاس در کشور آمریکا است. توپیکا حدود ۱۰۰ هزار نفر جمعیت دارد.
کاپیتول ایالت کانزاس اینجا قرار دارد.